# Октябрь 2021 года

Список событий октября 2021 года.

## События
- 1 октября
  - В Дубае открылась Всемирная выставка[1].
  - В Аризоне в районе аэропорта столкнулись вертолёт и самолёт, в результате погибли два человека[2].
  - В Третьяковской галерее открылась самая крупная за последние сорок лет выставка работ художника Алексея Венецианова[3].

- 2 октября
  - В Осло (Норвегия) стартовал чемпионат мира по спортивной борьбе в трёх стилях[4].
  - Зонды миссии «БепиКоломбо» совершили первый гравитационный маневр вблизи Меркурия, пролетев на минимальном расстоянии 199 километров от планеты. Во время пролёта были получены снимки поверхности Меркурия[5].

- 3 октября
  - Международный консорциум журналистов-расследователей опубликовал доклад «Архив Пандоры» о возможной причастности мировых лидеров, их приближенных, чиновников и бизнесменов к офшорным схемам. Согласно архиву, ок. 32 трлн долларов (без учёта недвижимости, произведений искусства, ювелирных изделий и т. д.) могли быть скрыты от налогообложения[6].
- 4 октября
  - В Турции на месте древнего города Блаундус археологи нашли комплекс из 400 гробниц, возраст которых составляет около двух тысяч лет[7].
  - В работе Facebook и нескольких дочерних сервисов произошёл крупный сбой[8].
- 5 октября
  - Во Франции опубликован доклад специальной комиссии, согласно которому жертвами священников-педофилов с 1950 года стали 216 тысяч человек[9].
  - С космодрома Байконур стартовал «Союз МС-19», с целью доставить на Международную космическую станцию российскую актрису Юлию Пересильд и режиссёра Клима Шипенко для съёмок первого фильма в космосе[10].
  - Microsoft выпустила Windows 11[11].
  - В Омане 12 человек погибли, несколько пропали без вести в результате тропического шторма «Шахин»[12].
- 6 октября
  - «Комсомольская правда» закрывает своё представительство в РБ на фоне задержания корреспондента Геннадия Можейко и блокировки белорусского сайта издания[13].
  - В Швеции нашли мёртвым подозреваемого в организации взрыва жилого дома в Гётеборге[14].

- 7 октября
  - На востоке Оренбургской области от отравления контрафактным алкоголем умерли 35 человек[15]. Всего отравились 64 человека. Анализы показали наличие в биологических жидкостях пострадавших и умерших смертельного яда метанола, концентрация которого в организме потерпевших в 3—5 раз превышала смертельную[16].
  - В пакистанской провинции Белуджистан произошло землетрясение, в результате которого погибли 26 человек, ещё 300 ранены[17][18].
  - Около Токио (Япония) произошло землетрясение магнитудой 6,1 балла. Из-за него полностью остановлено движение токийского метро и скоростных экспрессов Синкансэн[19].
  - Нобелевскую премию по литературе получил танзаниец Абдулразак Гурна «за бескомпромиссное и сострадательное погружение в последствия колониализма и судьбу беженцев в пропасти между культурами и континентами»[20].

- 8 октября
  - В Екатеринбурге от отравления контрафактным алкоголем умерли 44 человека[21]. Всего отравились 51 человек. Анализы показали наличие в биологических жидкостях пострадавших и умерших смертельного яда метанола[22].
  - В шиитской мечети афганского города Кундуз произошёл теракт, организованный Исламским Государством[23].
  - В Батуми произошло спонтанное обрушение многоквартирного жилого дома. Погибли 9 человек[24][25].
  - Нобелевскую премию мира присудили главному редактору «Новой газеты» Дмитрию Муратову и американо-филиппинской журналистке Марии Рессе, за их «усилия по защите свободы выражения мнений, что является обязательным условием для демократии и прочного мира»[26].
- 9 октября
  - В Большом театре (Москва) актёр погиб от упавшей на него декорации прямо во время спектакля «Садко», зрителей попросили покинуть зал, постановка на 10 октября была отменена[27].

- 10 октября
  - В катастрофе самолёта L-410 в Татарстане погибло 17 человек[28].
  - В Йемене 5 человек погибли в результате взрыва. Нападение было совершено на автоколонну местных чиновников, в том числе на губернатора Адена Ахмеда Лямляса, четверо охранников которого погибли[29].
  - Американская авиакомпания Southwest Airlines Co. отменила около 1,8 тыс. рейсов, одной из возможных причин этому называют забастовки работников из-за обязательно вакцинации от COVID-19[30].
  - сборная Франции по футболу победила в Лиге наций УЕФА, обыграв в финале сборную Испании[31].
- 11 октября
  - Новым канцлером Австрии назначен Александр Шалленберг[32].
  - Премия по экономике памяти Альфреда Нобеля присуждена Дэвиду Карду за вклад в исследования экономики труда, а также Джошуа Ангристу и Гвидо Имбенсу за вклад в анализ причинно-следственных связей[33].

- 12 октября
  - В ДТП с автобусом в Непале погибло 25 человек[34].
  - В китайской провинции Шаньси из-за наводнения погибли 15 человек[35].
  - DC Comics объявили о сроках выхода новой арки комиксов про Супермена и рассказали о том, что новый Супермен будет сделан бисексуалом, а в комиксах будут изображены его поцелуи со своим другом Джеем Накимурой[36].
  - Губернатор Техаса и представитель Республиканской партии Грег Эбботт запретил обязательную вакцинацию от коронавируса для предприятий, на которой ранее настаивал президент США Джо Байден[37].
  - Марафон СМИ за отмену закона об иногентах[38].
- 13 октября
  - В Косово рейд местной полиции послужил причиной беспорядков и столкновений полиции с местными жителям, в которых пострадали несколько десятков человек, десять из которых сейчас находятся в реанимации[39].
  - В норвежском городе Конгсберг произошло массовое убийство. Погибли 5 человек, ещё трое ранены[40].
- 14 октября
  - Опубликован первый в истории гид «Мишлен» по России. В список вошли 69 московских ресторанов, два ресторана получили по две звезды[41].
  - В России по официальной версии выявлено рекордное с начала пандемии коронавируса количество заболевших — 31 299 человек, при этом только в Москве число новых случаев COVID-19 за сутки увеличилось более чем на две тысячи человек[42].
  - На Тайване в пожаре жилого здания погибло 46 человек[43].
  - В результате стрельбы во время столкновений в Бейруте 6 человек погибли и более 60 человек ранены[44].
  - На площади Свободы в центре Тбилиси прошёл многотысячный митинг за освобождение экс-президента Грузии Михаила Саакашвили[45].
  - Китай запустил в космос «Сихэ», свой первый спутник для изучения Солнца[46].

- 15 октября
  - Международная космическая станция временно потеряла ориентацию в пространстве при тестировании двигателей транспортного пилотируемого корабля «Союз МС-18», пристыкованного к модулю «Наука»[47].
  - В России началась перепись населения[48].
  - Крупнейший итальянский авиаперевозчик Alitalia официально ликвидирован в рамках процедуры банкротства, полёты будет осуществлять созданная в процессе реорганизации компания Italia Trasporto Aereo[49].
  - Китайское национальное космическое управление отправило к орбитальной станции КНР пилотируемый корабль «Шэньчжоу-13» с тремя космонавтами на борту[50].
  - В Афганистане в результате взрыва в мечети погибли 62 человека, ещё не менее 68 человек ранены[51].
  - В Дубае финал Индийской премьер-лиги по крикету закончился победой команды Chennai Super Kings над Kolkata Knight Riders[52].
  - На фоне энергетического кризиса индекс металлов LMEX побил многолетние рекорды[53].
- 16 октября
  - С космодрома на мысе Канаверал состоялся запуск космического аппарата «Люси», предназначенного для изучения троянских астероидов Юпитера[54].
- 17 октября
  - В компьютерной игре «Dota 2» российская команда «Team Spirit» обыграла китайскую команду «PCG.LCD» в финале чемпионата мира со счетом 3-2 и заработала 18,2 млн долларов. Прямую трансляцию финала смотрели более 2 млн человек[55].
  - Власти Кабо-Верде экстрадировали венесуэльского спецпосланника Алекса Сааба, задержанного по запросу США. В США Сааба обвиняют в отмывании $350 млн через американскую финансовую систему в пользу венесуэльского правительства[56].

- 18 октября
  - Жертвами наводнения в индийском штате Керала стали по меньшей мере 24 человек, поисково-спасательные работы ещё продолжаются[57].
  - Деятельность незарегистрированной межрегиональной организации «Мужское государство» признана судом экстремистской в России, сама организация запрещена[58].
  - В Турции посольства 10 стран (Канады, Франции, Финляндии, Дании, Германии, Нидерландов, Новой Зеландии, Норвегии, Швеции и США) выступили с коллективным заявлением, в котором призвали власти Турции освободить активиста Османа Кавалу, впоследствии под угрозой обострения отношений эти посольства выступили с заявлением о своей приверженности невмешательства послов во внутренние дела других стран согласно Венской конвенции[59].
- 19 октября
  - Мэр Москвы Сергей Собянин ввёл новые ограничения из-за коронавируса. Граждане старше 60 лет и те, кто страдает хроническими заболеваниями должны соблюдать домашний режим, работодатели обязаны перевести на удалённую работу треть сотрудников и всех тех, кому больше 60 лет, а также работников с хроническими заболеваниями. Кроме того, предприятия сферы услуг должны обеспечить вакцинацию не менее 80 % персонала[60].
  - В ДР Конго из-за падения грузовика в реку погибли по меньшей мере 50 человек, два человека смогли выжить[61].

- 20 октября
  - На Камчатке в результате пеплового извержения вулкана шлейф пепла протянулся на 89 километров. На пути продолжающего распространение шлейфа пока нет населённых пунктов, сообщили в региональном управлении МЧС[62].
  - В Великобритании выявили новую форму COVID-19. Штамм AY.4.2 на 10—15 % заразнее штамма дельта[63].
  - В Дамаске впервые за 4 года произошёл крупный теракт с большим числом жертв. 14 человек погибли, ещё несколько пострадали при взрывах рядом с автобусом, на котором перевозили военных[64].
  - Второй теракт за сутки произошёл в Сирии. Спустя несколько часов после взрыва в Дамаске оказался взорван склад боеприпасов на трассе Хама — Хомс, в результате чего погибли 5 человек, ещё 2 ранены[65].
  - Европарламент присудил премию Сахарова Алексею Навальному[66].
  - Парламент Барбадоса избрал первого президента страны. Им стала Сандра Мейсон, бывшая до этого генерал-губернатором Барбадоса[67].
  - Международная группа исследователей после изучения 273 геномов древних видов лошадей пришла к выводу, что домашняя лошадь появилась около 2,2 тыс. лет до нашей эры в низовьях Волги и Дона[68].
- 21 октября
  - В результате взрыва на электрической подстанции Кабул и ещё несколько регионов Афганистана остались без электричества[69].

- 22 октября
  - На заводе по производству взрывчатки «Разряд» в посёлке Лесной Шиловского района Рязанской области произошёл взрыв с последующим пожаром. Погибло 17 человек[70].
  - В Курортном районе Петербурга из-за разлива реки Малая Сестра наводнением оказалась затоплена парковка жилого комплекса[71].
  - Актёр Алек Болдуин на съёмках фильма «Раст» по случайности застрелил кинооператора Галину Хатчинс и серьёзно ранил режиссёра фильма Джоэла Соуза[72].
  - Молдавия объявила режим чрезвычайного положения из-за энергетического кризиса: «Газпром» пригрозил полностью прекратить поставки газа в Молдавию, если республика не погасит долг за топливо и не согласует условия нового контракта[73].

- 23 октября
  - Министерство внутренних дел Российской Федерации объявило в федеральный розыск системного администратора Сергея Савельева, передавшего правозащитникам копию архива с доказательствами пыток в российских тюрьмах,[74][75], против него было возбуждено уголовное дело по обвинению в «незаконном получении сведений, составляющих государственную тайну», а также в связи с нарушением условий досрочного освобождения[76][77].
  - В австрийском Зёльдене начался Кубок мира по горнолыжному спорту 2021/2022[78].
  - МВД Черногории предоставило политическое убежище бывшему владельцу Черкизовского рынка Тельману Исмаилову, который был обвинён в убийстве двух предпринимателей и незаконном обороте оружия[79].
- 24 октября
  - Кубок Кремля 2021: победителями в одиночных разрядах стали российский теннисист Аслан Карацев и эстонка Анетт Контавейт[80].
  - 64-летний Шавкат Мирзиёев переизбран на пост президента Узбекистана, получив около 80 % голосов избирателей[81].
  - Колумбийская полиция совместно с военными задержала главаря занимающейся наркоторговлей преступной группировки «Клан залива» Дайро Усугу[82].
  - Китай занял 1-е место в медальном зачёте чемпионата мира по спортивной гимнастике[83].
- 25 октября
  - Рыночная капитализация Tesla впервые достигла отметки в 1 трлн долларов США[84].
  - В Белграде начался чемпионат мира по боксу 2021[85].
  - В Судане произошёл военный переворот[86].
  - В ходе двухчасовой перестрелки в Герате, в которой участвовали боевики движения «Талибан» и неустановленные вооружённые люди, погибло по меньшей мере 17 человек, включая 7 детей[87].
  - Сразу 17 мировых медиа опубликовали материалы, в которых анализировали внутренние документы корпорации Facebook, оказавшиеся в их распоряжении[88].

- 26 октября
  - Убийство семьи банкира Яхонтова — возбуждено уголовное дело; ведётся расследование[89]; сутки спустя подозреваемый в совершении преступления был задержан[90].
  - Компания Джеффа Безоса Blue Origin выпустила пресс-релиз, в котором сообщила о планах строительства орбитальной станции «Орбитальный риф»[91].
  - Президенты Азербайджана и Турции Ильхам Алиев и Реджеп Тайип Эрдоган открыли международный аэропорт в городе Физули, который до осени 2020 года находился под контролем непризнанной Нагорно-Карабахской республики[92].
  - В Греции затонула лодка с находившимися на ней мигрантами, погибли 4 ребёнка, один человек числится пропавшим без вести, 22 человека спасены[93].
  - Японская принцесса Мако вышла замуж и лишилась титула[94].

- 27 октября
  - Генеральный штаб Вооружённых сил Украины опубликовал видео, на котором украинские военные впервые наносят удар в Донбассе с турецкого дрона Bayraktar[95].
  - Руководство украинского национального антидопингового агентства ушло в отставку после предъявления обвинений WADA в махинациях с допингом на спортивных турнирах всех уровней, включая Олимпийские игры[96].
  - Госдепартамент США сообщил о выдаче первого в этой стране гендерно-нейтрального паспорта[97].
  - В Японии начался чемпионат мира по художественной гимнастике 2021[98]
  - По решению Суда Европейского союза Польша обязана выплачивать €1 млн штрафа в день в пользу Еврокомиссии, пока не приведет национальное законодательство в соответствие с нормами ЕС[99].
  - Новым художественным руководителем МХТ имени Чехова стал Константин Хабенский[100].

- 28 октября
  - Основатель компании Facebook Марк Цукерберг объявил о смене названия компании на Meta[101].
- 29 октября
  - Дина Аверина завоевала 17-ю в карьере золотую медаль на чемпионатах мира по художественной гимнастике и повторила рекорд Евгении Канаевой по количеству побед на этих соревнованиях[102].
  - Кемеровский суд вынес приговор по делу о пожаре в торговом центре «Зимняя вишня». Самый большой срок — 14 лет лишения свободы — получила гендиректор компании-собственника сгоревшего ТЦ Юлия Богданова[103].

- 30 октября
  - В Риме открылся двухдневный саммит «группы двадцати»[104].

- 31 октября
  - Либерально-демократическая партия во главе с премьер-министром Фумио Кисидой победила на парламентских выборах в Японии[105].
  - В Глазго началась Конференция ООН по изменению климата, которая изначально должна была пройти в ноябре 2020 года[106].
  - В Японии завершился чемпионат мира по художественной гимнастике 2021. Россиянки выиграли 7 из 9 золотых наград[107].